# Alfred de Montigny
Pour les articles homonymes, voir Montigny.
Alfred de Montigny, né le 13 juillet 1883 à Lille et mort le 26 janvier 1951 à Toulouse, est un aviateur Francais, détenteur du Brevet n°69, il fait partie des pionniers de l'aviation française et des cent premiers aviateurs brevetés au monde,. 

## Biographie
Alfred de Montigny est né le 13 juillet 1883 à Lille, il est le fils d’Alfred Gustave Méry de Montigny et de Marie-Thérèse de Bellissen. Il est l’une des figures emblématiques de l’aviation naissante en France. Il effectue son baptême de l’air avec René Dumanest, pilote de l’Antoinette, avant de se former à l’école Blériotde Pau, sous la direction d’Alfred Leblanc. Il y obtient le 2 mai 1910 le brevet de pilote n°69 délivré par l’Aéro-Club de France, rejoignant ainsi le cercle des cent premiers aviateurs brevetés,,.

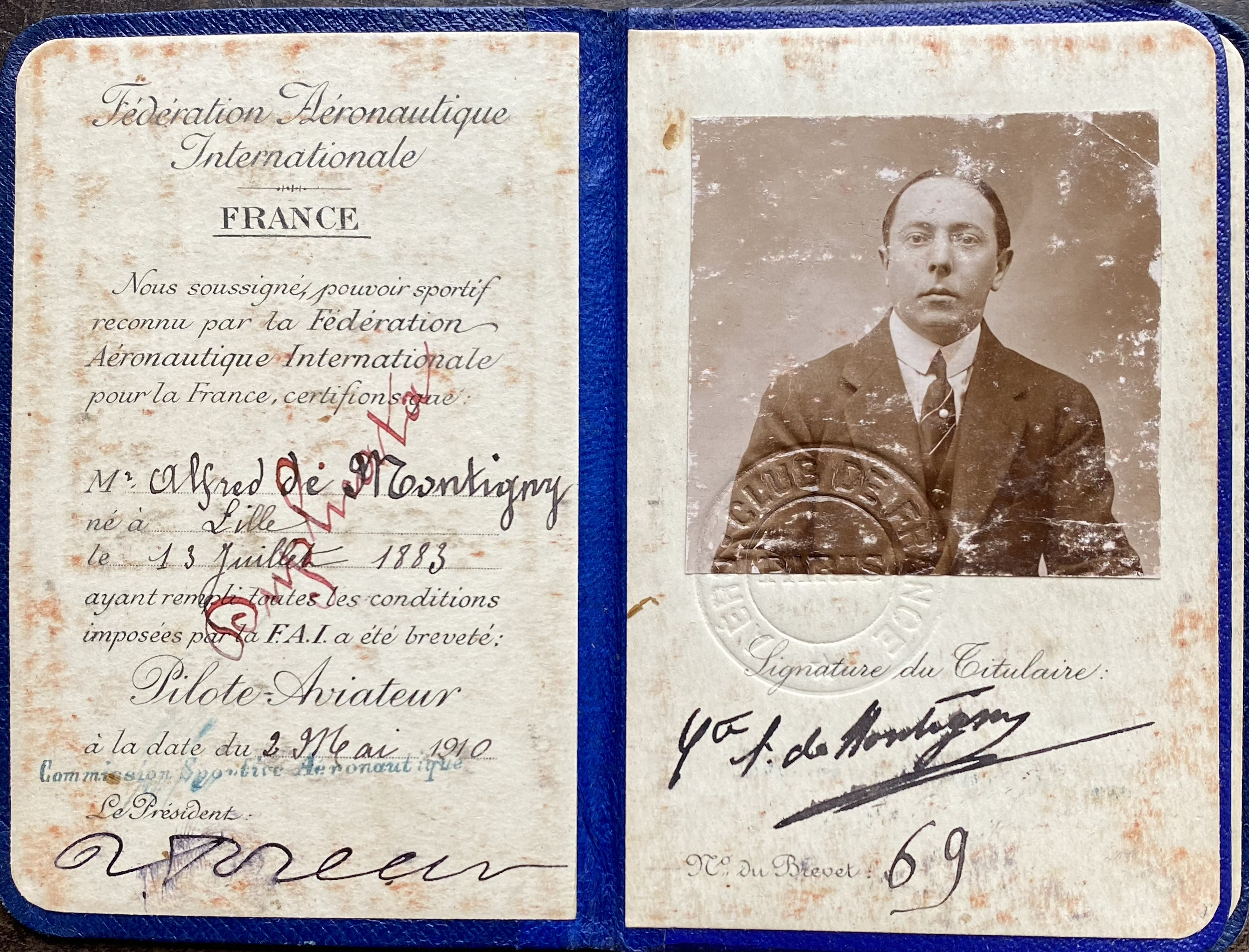
Brevet de pilote n°69 Alfred de Montigny

Passionné par cet art nouveau du vol, il consacre sa vie au développement de l’aviation, tant sur le plan technique que social. À l’issue de la Première Guerre mondiale, il devient l’un des pilotes privés les plus actifs de la région Nord. Très impliqué dans les rallyes aériens et les cercles d’aviation, il contribue à structurer et dynamiser les clubs aéronautiques de cette région. il fut notamment vice-président puis président du "Nord Aviation" ainsi que président de "la Ligue aéronautique du Nord". En 1922 il devient Trésorier des Vieilles Tiges,, Association Amicale des Pilotes Aviateurs d'avant-guerre. En 1933 il crée l'Aéro-club de Lille dont-il prend la présidence.
Conquis par le Maroc lors d’un rallye aérien, il décide de s’y installer. Sa personnalité affirmée et son expérience dans le domaine aérien lui permettent rapidement de s’imposer comme une autorité locale : il devient vice-président, puis président de l’Aéro-Club du Maroc. Son action y joue un rôle clé dans la diffusion de l’aviation civile en Afrique du Nord pendant l’entre-deux-guerres. Tombé malade, il quitte le Maroc pour rejoindre Toulouse, où il décède le 26 janvier 1951. Il est enterré dans la chapelle familiale du château de Castelmir.
Nommé chevalier de La légion d'honneur,, en 1913, puis promu au grade d'officier de la Légion d’Honneur,, en 1932, le comte Alfred de Montigny a laissé une empreinte durable dans l’histoire de l’aviation française. 

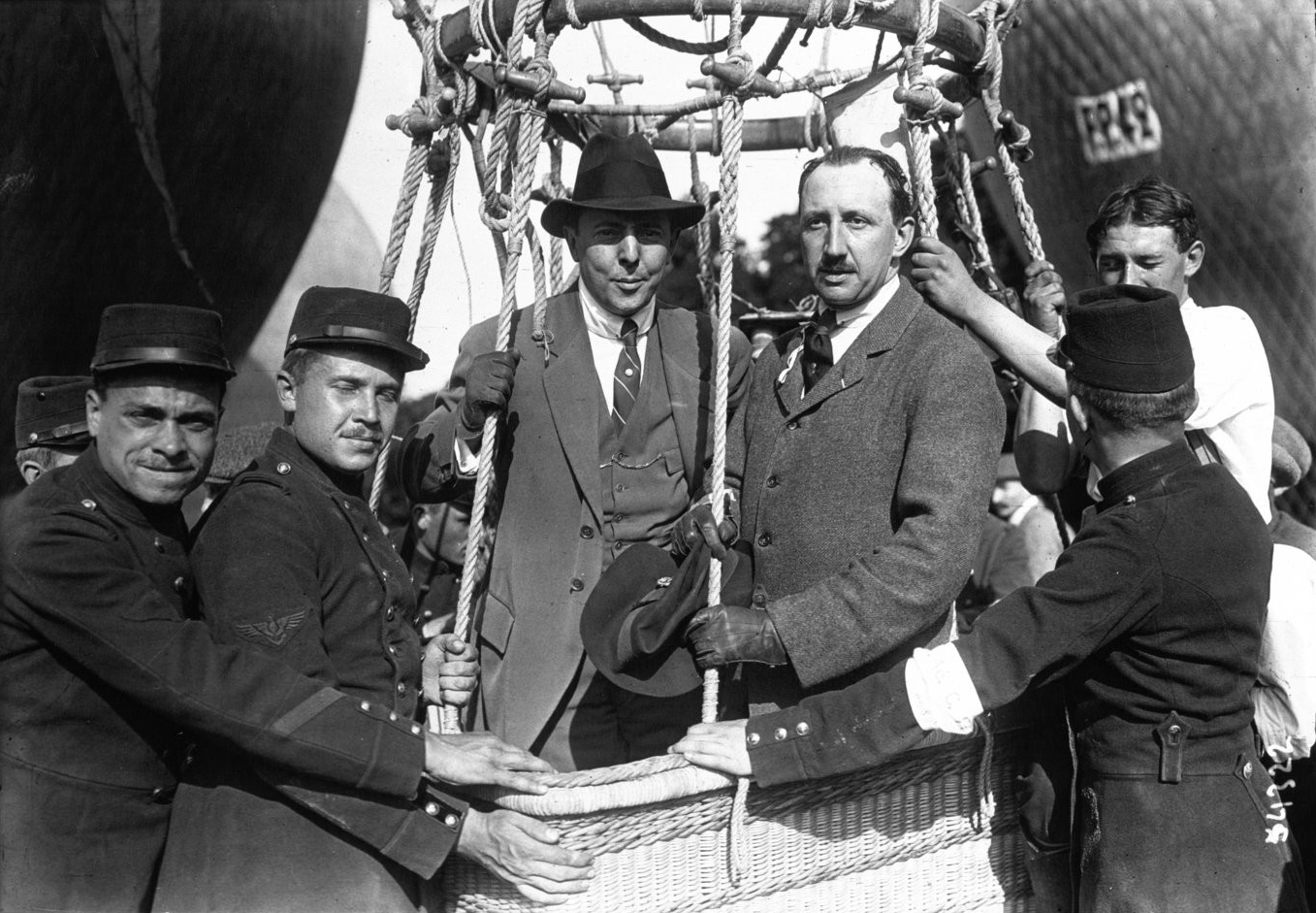
Le Grand Prix de l'ACF aux Tuileries - Alfred de Montigny et M. Schneider.

## Rallye et meeting aériens

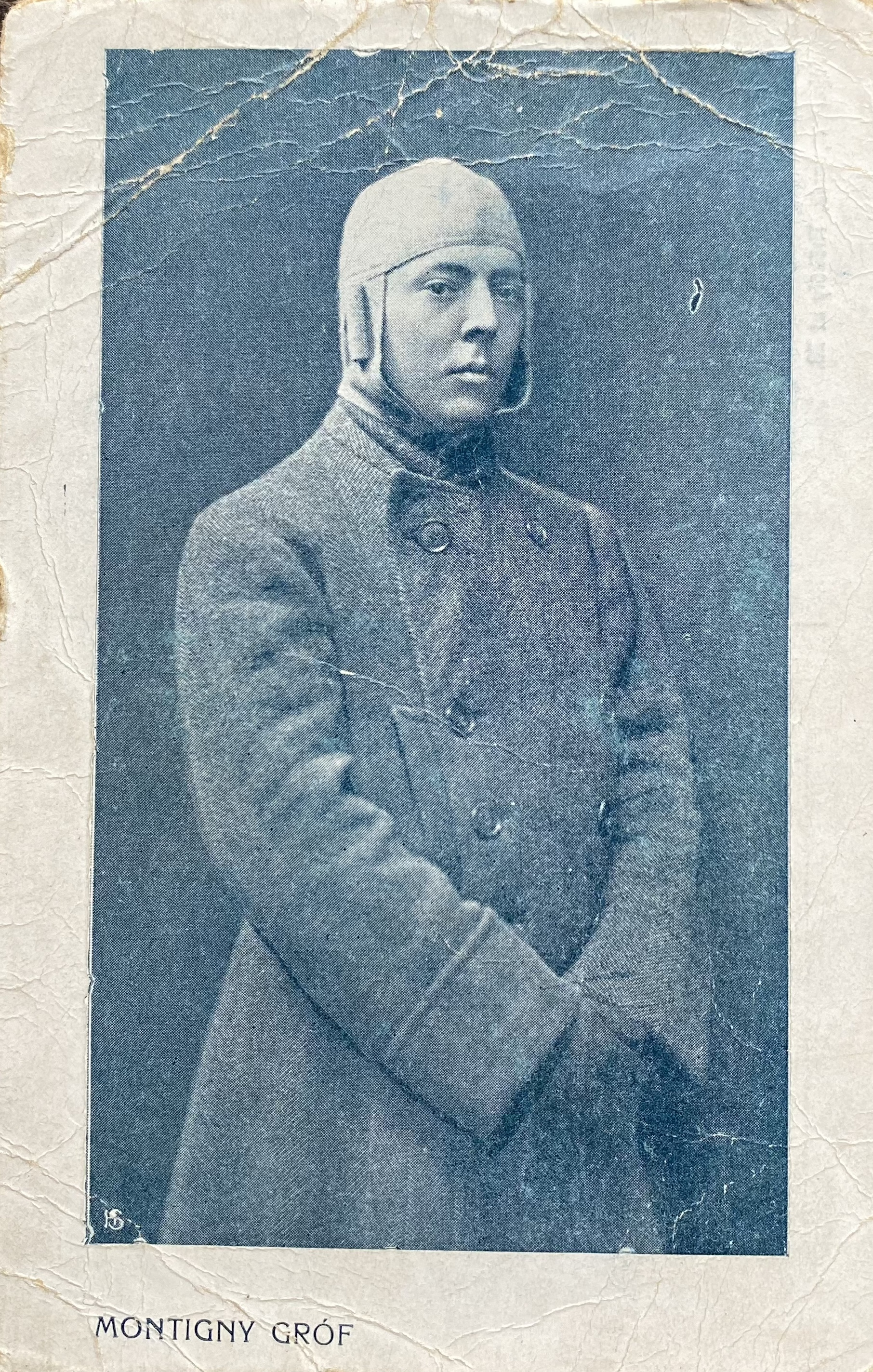
Alfred de Montigny.

Alfred de Montigny a participé à un grand nombre de rallye et meeting aériens en France mais aussi à l'étranger, notamment en Hongrie et au Maroc. Il a créé la Coupe de Montigny,, un challenge sous forme de rallye et épreuves de vitesse, de 1913 à 1939, la dernière édition de ce challenge se déroule à Casablanca le 18 Juin 1939 en présence de l'aviatrice Élisabeth Lion.

### Meeting aérien international de Budapest (1910)
Le meeting aérien international de Budapest, tenu du 5 au 17 juin 1910 sur le champ de courses de Rákosmező, fut l’un des premiers grands rassemblements aériens d’Europe centrale. Il réunit une cinquantaine de pilotes venus de plusieurs pays, dont Louis Paulhan, Hubert Latham, Raymonde de Laroche et Géo Chávez.

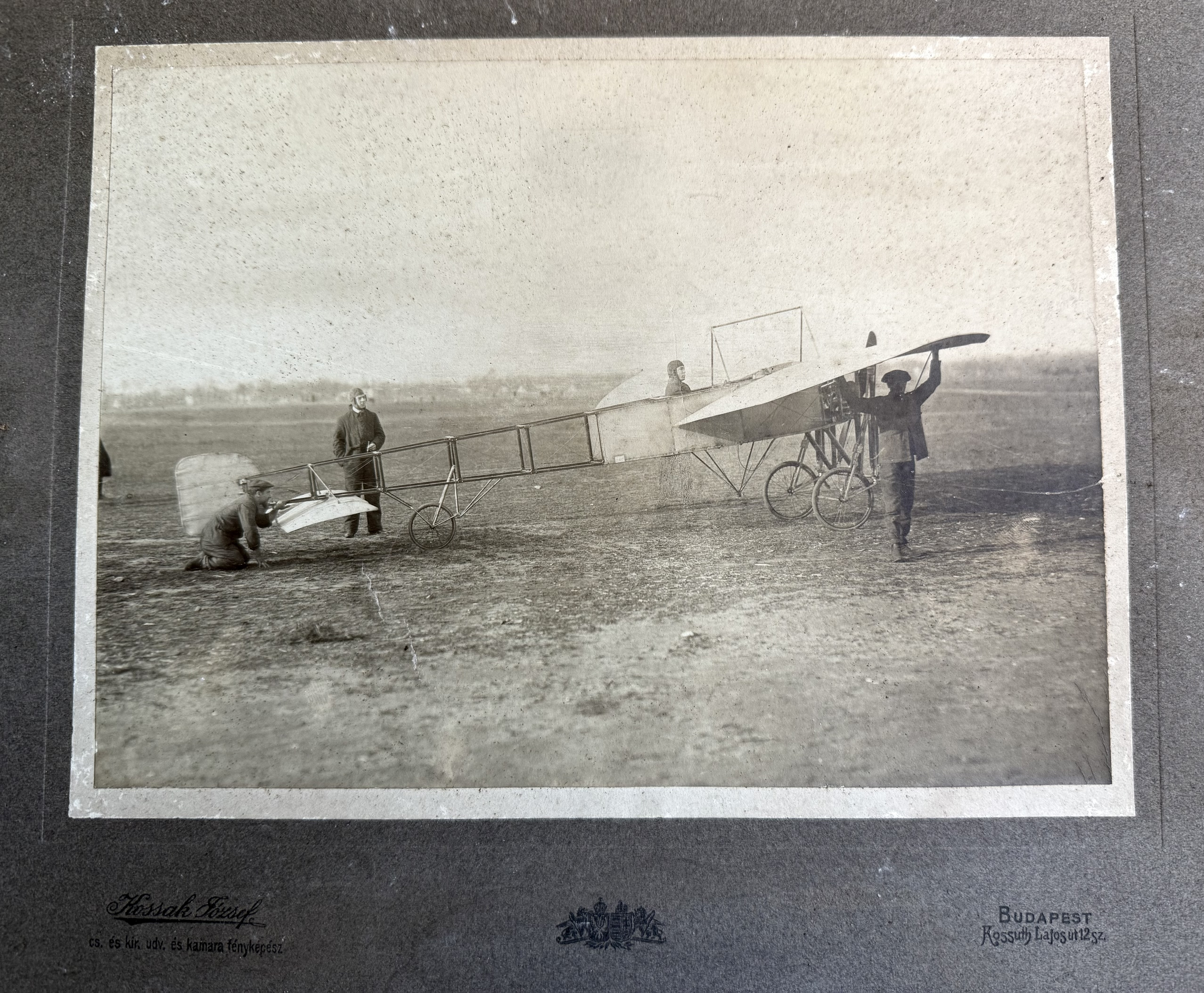
Alfred de Montigny aux commandes d’un monoplan Blériot XI lors du meeting aérien de Budapest (Juin 1910).

Le comte Alfred de Montigny, alors jeune pilote récemment breveté (2 mai 1910), y participa aux commandes d’un monoplan Blériot XI, représentant l’école Blériot. Le 10 juin 1910, il est victime d’un accident au décollage, qui endommagea son appareil. Aucun blessé ne fut à déplorer. Son appareil, endommagé, fut remorqué aux hangars puis la réparation de son avion lui permit de voler à nouveau dès le 15 Juin suivant, il effectua plusieurs vols. Par ses efforts, il permit au Blériot de retrouver une certaine visibilité, après une absence remarquée dans les résultats des premiers jours.
Le 17 juin, lors des dernières épreuves, il vola à nouveau, effectuant plusieurs tours de piste aux côtés d’autres aviateurs comme Jullerot, Kinet, Paul ou Wiencziers. Bien qu’il ne remporta pas de prix, sa ténacité et sa participation active jusqu’aux dernières heures du meeting illustrent sa volonté de défendre l’aviation française.